# سلنا فاکس
سلنا فاکس (انگلیسی: Selena Fox؛ زادهٔ ۲۰ اکتبر ۱۹۴۹) نویسنده اهل ایالات متحده آمریکا است.